# The Horror of Dolores Roach
The Horror of Dolores Roach (br: Os Horrores de Dolores Roach) é uma série de televisão estadunidense de terror e comédia de humor negro, estrelada por Justina Machado no papel-título. É baseado na peça da off-Broadway Empanada Loca e no podcast de mesmo nome, criado por Aaron Mark. A série foi lançada no Prime Video em 7 de julho de 2023. Em novembro de 2023, a série foi cancelada após uma temporada.

## Sinopse
Dolores Roach é libertada de uma sentença injusta de 16 anos de prisão e retorna ao agora nobre bairro de Washington Heights. Ela reencontra um velho amigo viciado em drogas, Luis, que a deixa viver e trabalhar como massagista no porão de sua loja de empanadas. Quando a promessa da sua recém-descoberta estabilidade é ameaçada, ela precisa ir a extremos para sobreviver.

## Elenco
- Justina Machado como Dolores Roach
- Alejandro Hernandez como Luis Batista
- Kita Updike como Nellie Morris
- K. Todd Freeman como Jeremiah
- Marc Maron como Gideon Pearlman
- Ilan Eskenazi como Jonah Pearlman
- Judy Reyes como Marcie
- Jessica Pimentel como Flora Frias
- Jean Yoon como Joy
- Jeffery Self como Caleb Sweetzer
- Cyndi Lauper como Ruthie
- Kate Beahan como Georgie, Georgina Bellyard
- Maureen Cassidy como Tabitha

## Produção
A série de 8 episódios tem produção executiva de Mark, Resnik, Rubin-Vega, Jason Blum, Chris McCumber, Jeremy Gold, Justin McGoldrick, Dawn Ostroff, Mimi O'Donnell, Gloria Calderón Kellett e Roxann Dawson. Dawson dirigiu o episódio piloto, que foi escrito por Mark.
Em 3 de fevereiro de 2022, foi anunciado que a série seria estrelada por Justina Machado, Alejandro Hernandez, Kita Updike e K. Todd Freeman. Em 29 de junho de 2022, foi noticiado que Marc Maron, Jean Yoon, Judy Reyes e Jeffery Self haviam se juntado ao elenco em papéis secundários. Em 1º de agosto de 2022, foi relatado que Cyndi Lauper havia se juntado ao elenco como convidada especial.
Em 21 de novembro de 2023, foi noticiado que a série foi cancelada após uma temporada.

## Lançamento
Os três primeiros episódios estrearam em 15 de junho de 2023, no Tribeca Film Festival, como parte da programação do Festival TV. A série foi lançada no Prime Video em 7 de julho de 2023.

## Recepção
No Rotten Tomatoes, a primeira temporada da série detém um índice de 79% de aprovação, uma pontuação "positiva". O consenso dos críticos do site diz: "Os Horrores de Dolores Roach atinge um equilíbrio delicado entre terror e humor que é demais para mastigar, mas o compromisso de Justina Machado com a premissa maluca é o lanche saboroso da série".
Joel Golby, escrevendo para o The Guardian, chamou-o de um "drama extremamente divertido" e elogiou o tom e a originalidade da série.